# Alan Mills
Alan Mills (Guatemala, 1979) es un escritor y poeta guatemalteco.

## Carrera
Sus obras poéticas han sido incluidas en antologías de poesía contemporánea en español, y además han sido traducidas a múltiples idiomas. En 2007 publicó la novela Síncopes. Después publicó un libro sobre la cultura hacker titulado Hacking Coyote. En 2017 fue incluido en la lista Bogotá39, que se encarga de destacar a los escritores menores de 39 años más importantes de Latinoamérica.
Ha vivido en Berlín desde el año 2012.